# 梗河

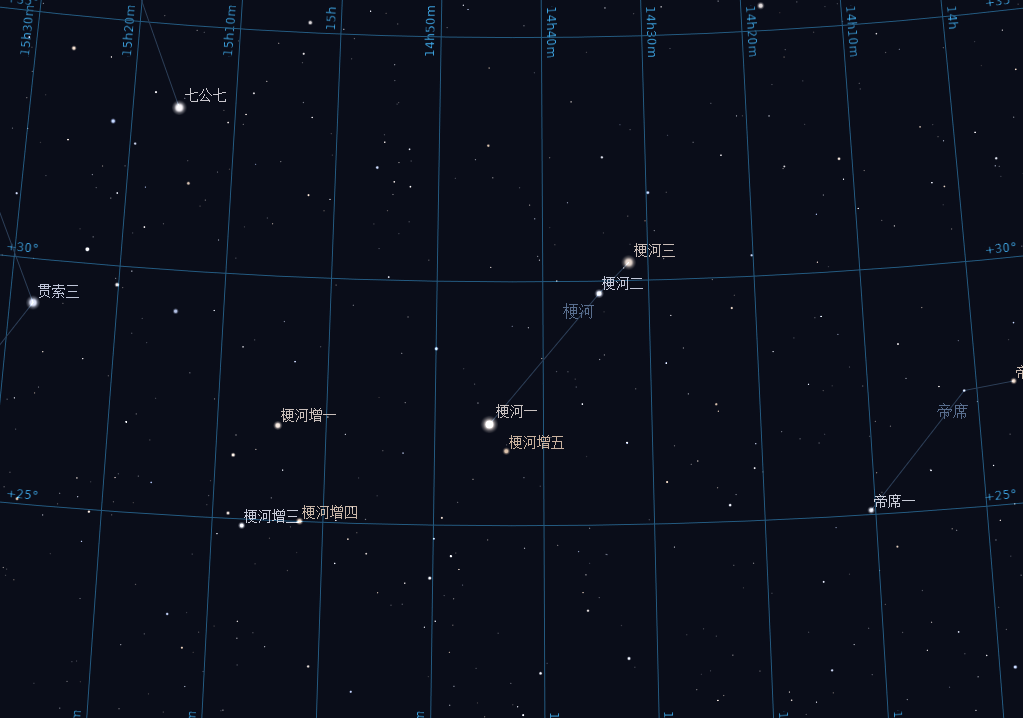
梗河

梗河是中国古代星官之一，属于二十八宿的氐宿，位于现代西方星座划分的牧夫座，含有3颗恒星。《晋书·天文志》载：
北三星曰梗河，天矛也。一曰天锋，主胡兵。又为丧，故其变动应以兵丧也。
在清代编成的星表《仪象考成》中，梗河增加5颗星。

## 所含恒星及对应西方名称[1]
| 梗河一   | ε Boo |
| 梗河二   | σ Boo |
| 梗河三   | ρ Boo |
|          |       |
| 梗河增一 | ψ Boo |
| 梗河增二 | b Boo |
| 梗河增三 | c Boo |
| 梗河增四 | ω Boo |
| 梗河增五 | W Boo |